# Replicant
Replicant är en amerikansk långfilm från 2001 i regi av Ringo Lam, med Jean-Claude Van Damme, Michael Rooker, Catherine Dent och Brandon James Olson i rollerna.

## Handling
I jakten på en mycket svårstoppad massmördare (spelad av van Damme) skapar man en klon av DNA som massmördaren lämnat efter sig på en av de flertaliga platser där massmördaren skridit till verket. Tanken är att klonen (som även den spelas av van Damme) ska leda fram till massmördaren. Tekniken är ny och det är FBI som tagit fram den, anledningen att man låter den lokala polisen använda sig av denna topphemliga teknik är att man vill testa tekniken på hemmaplan, innan den används under uppdrag på annat håll.
Klonen ska passas upp av en lokal polis som egentligen är men dras in av personliga skäl. Till en början behandlar polisen inte klonen så väl, utan som den brottsling klonen ska hitta. Under jakten så ändras polisens synsätt, men det gör även klonens. Den verklige massmördaren börjar att ta kontakt med sin klon och försöker vinna över klonen på sin sida, i kamp mot polisen.

## Rollista
| Jean-Claude Van Damme | – Replicant        |
| Michael Rooker        | – Det. Jake Riley  |
| Catherine Dent        | – Angie            |
| Brandon James Olson   | – Danny            |
| Pam Hyatt             | – Mrs. Riley       |
| Ian Robison           | – Stan Reisman     |
| Allan Gray            | – Roarke           |
| James Hutson          | – Snotty Concierge |
| Jayme Knox            | – Wendy Wyckham    |
| Paul McGillion        | – Captain          |
| Chris Kelly           | – Chris            |
| Peter Flemming        | – Paul             |
| Margaret Ryan         | – Gwendolyn        |
| Marnie Alton          | – Hooker           |
| Lillian Carlson       | – Nurse            |